# Spomenik revoluciji naroda Moslavine
Spomenik revoluciji naroda Moslavine ili Spomenik revoluciji monumentalan je spomenik kod  Podgarića u Moslavini, rad kipara Dušana Džamonje. Visok je 10, a širok 20 metara.

## Povijesna pozadina
Moslavačka gora je tijekom Narodnooslobodilačkog rata bila ustanička i partizanska baza Moslavine i šireg područja sve do Zagreba. U blizini sela Podgarić je 1942. godine bila osnovana partizanska bolnica „Stara konspiracija”. S vremenom je Podgarić postao centar ustanka, te je u njemu boravilo Povjerenstvo Centralnog komiteta Komunističke partije Hrvatske za sjevernu Hrvatsku. Uz selo su bile podignute bolnice i radionice, a u samom mjestu organizirani su razni tečajevi i održavale se kazališne predstave.

## Rad na spomeniku
Dušan Džamonja dobio je 1965. godine narudžbu za dizajniranje spomenika revoluciji kod malog mjesta Podgarić. To je za njega bila nova tema, jer se do tada uglavnom bavio spomenicima posvećenim žrtvama fašizma. Džamonja je napravio gomilu skica za ovaj spomenik, od kojih su mu neke poslužile za kasnija spomenička ostvarenja. Džamonja je zamislio spomenik kao arhitektonski projekt skulpture čiji su volumeni od betona stavljeni u takav odnos kako bi do izražaja došla dinamika kretanja masa. Spomenik je završen 1967. godine, a 7. rujna svečano ga je otvorio predsjednik SFRJ Josip Broz Tito.
Na prilazu do spomenika nalazi se spomen-kosturnica u kojoj su sahranjeni posmrtni ostaci oko 1000 poginulih i umrlih boraca u partizanskim bolnicama s tog područja.

## Dizajn spomenika
Ovaj spomenik je jedan od primjera apstraktne plastike, koja predstavlja stilizirana krila slobode i pobjede. Krila na spomeniku su vodoravno položeni rebrasti krakovi, od kojih su dva na jednom, a tri na drugom krilu. Tijelo spomenika spojeno je s tlom preko kvadratne baze, što simbolizira penetraciju u prostor, odnosno crpljenje energije iz same Zemlje. Saćasti amblem, sastavljen od uglastih komada svijetlog aluminija simbolizira život, što u završnici objedinjuje spomenik u simbol pobjede života nad smrću i porazom.

## Zanimljivosti
Jan Kempenaers, belgijski fotograf i suradnik na Kraljevskoj akademiji u Gentu fotografirao je spomenik u Podgariću i njegove fotografije našle su se na velikoj međunarodnoj izložbi Photo festival u New Yorku te na izložbama u Antwerpenu i u Bruxellesu u Belgiji. Izabrao je spomenik u Podgariću kao najbolji spomenik narodnooslobodilačkoj borbi na prostoru bivše Jugoslavije.
Svjetski poznati DJ Alan Walker snimio je video spot za pjesmu "Darkside" u Podgariću, 2018. godine.
Umjetnički kolektiv naziva “Secret Mapping Experiment”, uvrstio je ovaj spomenik u jedan od svojih projekata video mapiranja 2019. godine.

## Galerija
- Pogled na spomenik
- Detalj
- Spomen-ploča na kosturnici

## Vanjske poveznice
|  | Zajednički poslužitelj ima još gradiva o temi Spomenik revoluciji naroda Moslavine |